# Třebovské hradisko
Třebovské hradisko je zaniklý hrad v katastrálním území obce Staré Město v okrese Svitavy. Dochoval se v podobě terénních reliktů na jižním vrcholu vrchu Dubina v nadmořské výšce 550 metrů, asi 1,5 kilometru severovýchodně od centra Moravské Třebové. Jeho zbytky se nachází na území přírodní památky Hradisko a jsou chráněny jako kulturní památka ČR.

## Historie
První písemná zmínka o hradu pochází z roku 1281. Jeho stavitelem byl ve druhé polovině 13. století nejspíše Boreš z Rýzmburka. Za Borešovy dědice spravoval majetek jejich poručník Bedřich ze Šumburka. Posádky jím ovládaných hradů loupily v okolí, a proto proti nim v letech 1285–1286 vytáhlo královské vojsko vedené Závišem z Falkenštejna a dobylo je. Třebovské hradisko potom pravděpodobně nebylo obnoveno. V roce 1325 panství připadlo jako odúmrť králi Janu Lucemburskému, od kterého jej získali páni z Lipé. Hrad uváděný okolo poloviny 14. století spolu s městem Třebovou, stál nejspíše již na místě třebovského zámku.

## Stavební podoba
Staveniště jednodílného hradu má přibližně pětiboký půdorys o rozměrech 50 × 45 metrů. Z opevnění se dochoval val, za kterým se nachází příkop hluboký asi tři metry a široký 8,5–12,5 metru. Za pozůstatky staveb jsou považovány tři výrazné prohlubně v prostoru plochy obklopené příkopem. Do areálu se vstupovalo z východu po úzké šíji, na které jsou patrné náznaky dalšího valu a příkopu.
Vzhledem k absenci zděných konstrukcí se předpokládá, že hlavními stavebními materiály použitými při stavbě byly dřevo a hlína. Podobné stavby jsou známé také z jiných částí panství Boreše z Rýzmburka, který je mohl využívat jako provizorní opěrné body v době kolonizace krajiny.